# Lockheed R6V Constitution
Il Lockheed R6V Constitution fu un quadrimotore da trasporto ad ala bassa  sviluppato dall'azienda statunitense Lockheed Corporation negli anni quaranta e rimasto allo stadio di prototipo.
L'aereo, di grandi dimensioni, era stato proposto come aereo di linea passeggeri e merci alla Pan American World Airways e nel ruolo di aereo da trasporto militare alla United States Navy in virtù della grossa capacità di carico e delle grandi di distanze che era in grado di percorrere. I modelli Constitution furono chiamati XR-60 fino al 1950. Dell'aereo furono costruiti solo due esemplari, entrambi prototipi; nonostante questi fossero entrati in servizio nella U.S. Navy, furono dichiarati poco potenti e troppo grandi per l'uso pratico che al tempo se ne faceva. L'R6V Constitution è tuttora l'aeroplano più grande mai utilizzato nella U.S. Navy.

## Storia

### Sviluppo
Nel 1942, la Lockheed cominciò la progettazione dell'aereo insieme alla U.S. Navy e alla Pan American World Airways (PanAm). Il progetto, chiamato inizialmente Lockheed Model 89, prevedeva lo sviluppo di un grande aereo cargo in grado di trasportare materiali utili al miglioramento della flotta di idrovolanti della marina statunitense. La PanAm prese parte agli studi con l'obiettivo di realizzare un aereo di linea partendo dal progetto iniziale del cargo. L'aereo sarebbe stato in grado di trasportare circa 7940 kg per 8000 km ad una altezza massima di 7600 metri e ad una velocità massima di 400 km/h.
L'aereo sarebbe stato totalmente pressurizzato e grande abbastanza da poter consentire l'accesso alle parti più importanti del mezzo durante il volo ed eventualmente sostituirle: ad esempio, all'interno delle ali, piuttosto spesse, erano presenti dei cunicoli che portavano ai quattro motori.
Il team di ingegneri era guidato da Willis Hawkins e W.A. Pulver, della Lockheed, e dal comandante della marina statunitense E.L. Simpson, Jr. Il nome Constitution fu assegnato dal presidente della Lockheed Robert E. Gross.
Il progetto del Constitution aveva una fusoliera la cui forma ricordava due bolle, l'una vicina all'altra, a formare una sorta di "numero otto". Questa particolare conformazione utilizzava i vantaggi strutturali della cabina pressurizzata, a forma di cilindro, senza utilizzare lo spazio inutile di un unico grosso cilindro dello stesso volume.
Il contratto originale del Bureau of Aeronautics prevedeva la costruzione di 50 Constitution per la marina statunitense per un prezzo totale di 111.250.000 dollari. Ma con la vittoria degli alleati nel Sud Pacifico nel VJ Day il contratto scese a soli 27.000.000 dollari, con la realizzazione di soli due aerei.
Uno dei due aerei originali venne successivamente venduto ed utilizzato come locale notturno a Las Vegas.

### Impiego operativo

#### Primo esemplare

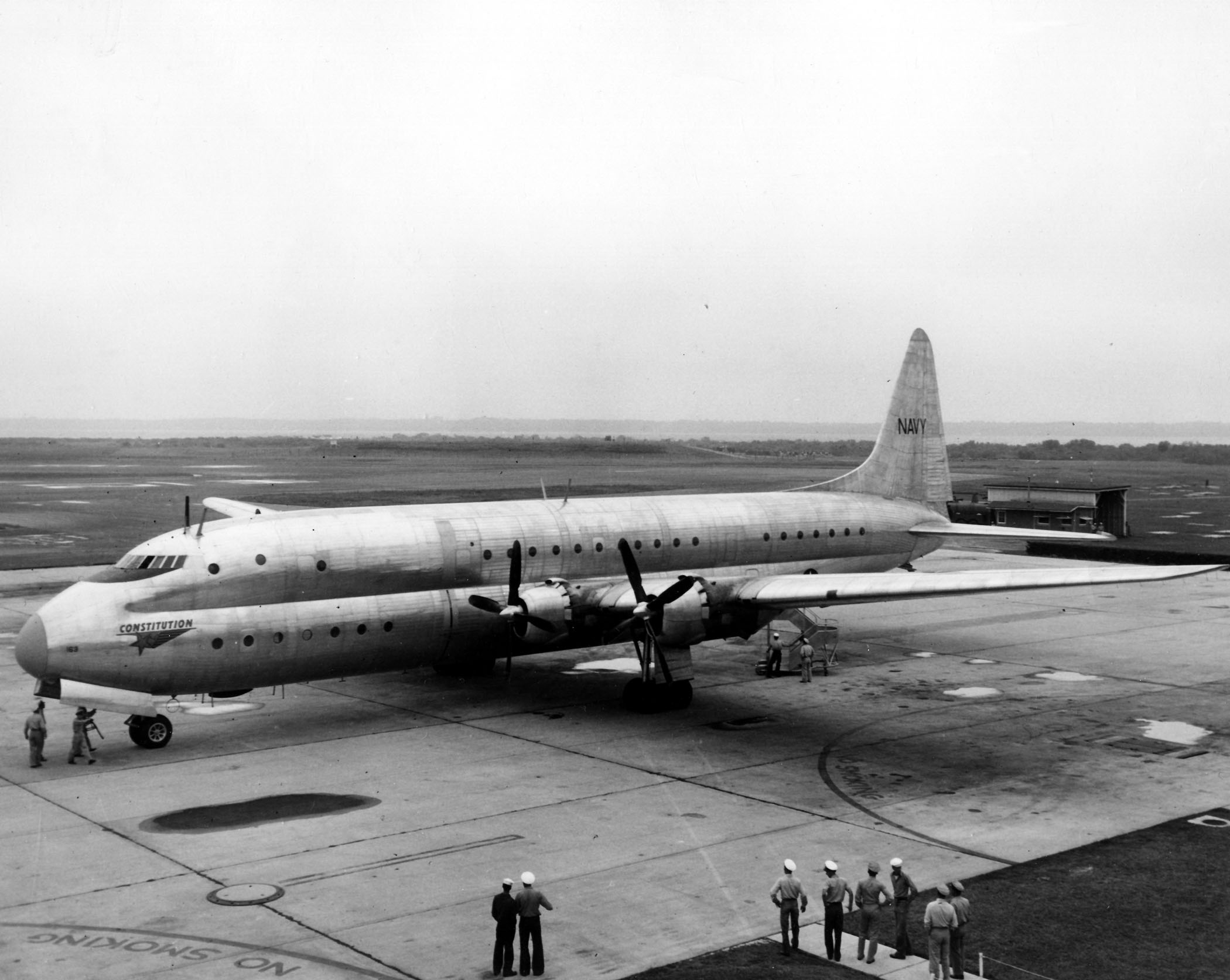
Il BuNo. 85163 all'aeroporto di Jacksonville nel 1949.

Il primo Constitution, il BuNo 85163, fu costruito nell'estate del 1946 nello stabilimento della Lockheed a Burbank, in California. A causa della sua grandezza, l'aereo venne dotato di una coda alta ben 15 metri; per assemblare i pezzi dell'aereo fu allestito un hangar speciale. L'hangar, il Lockheed-California's Building 309, costò 1.250.000 dollari. Era lungo 124 metri, largo 92 e alto quanto un palazzo di sei piani. L'hangar copriva 16.000 m2.
L'R60 volò per la prima volta il 9 novembre 1946, sfruttando la potenza complessiva di 12000 cavalli sviluppati dai quattro motori radiali R-4360-18. A bordo dell'aereo erano presenti, oltre ai piloti Jow Towle e Tony LeVier, l'ingegnere di volo Rudy Thornen e gli assistenti-ingegnere Jack Frick e Dick Stanton. L'aereo atterrò alla base di Muroc Air Force. Una volta atterrato, il velivolo fu sottoposto a un accurato rapporto usando i valori assunti dalla strumentazione di bordo, registrati grazie a diverse cineprese durante tutto il tragitto: al tempo, le tecnologie sulla memorizzazione elettronica dei dati erano appena agli albori.

## Utilizzatori

### Militari
Stati Uniti
- United States Navy